# كلية هومبولت (كوستاريكا)

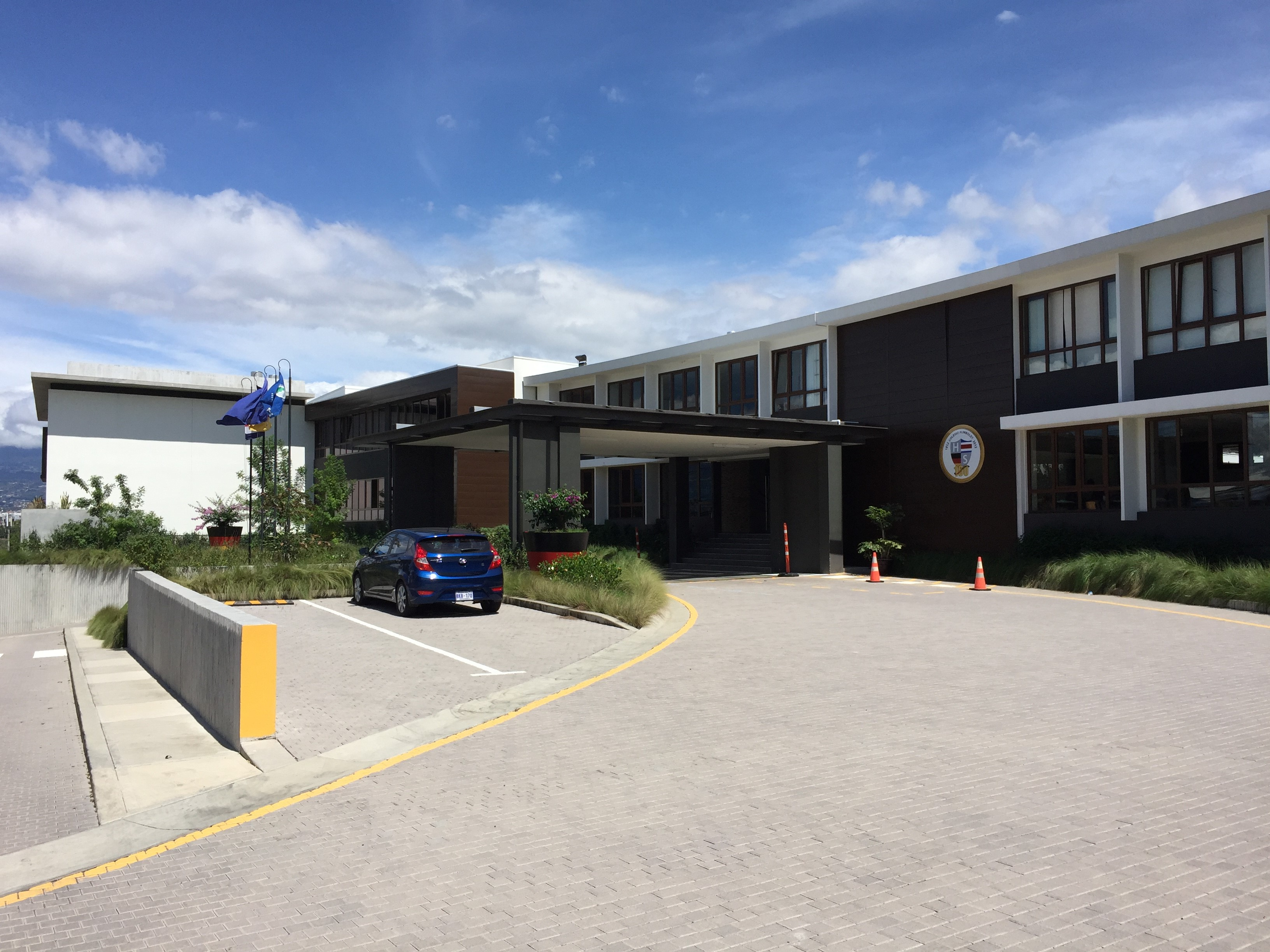

كلية هومبولت (بالألمانية: Humboldt-Schule)‏ هي مدرسة ألمانية دولية في بافاس، سان خوسيه، كوستاريكا. تخدم مستويات ما قبل المدرسة إلى أبيتور.
تأسست المدرسة الألمانية في كوستاريكا في عام 1912، ومنذ عام 1956 تحمل اسم «كلية هومبولت-شول». في بداياتها، قدمت فقط رياض الأطفال والمستويات الابتدائية. على الرغم من أنها اضطرت إلى مقاطعة عملها مرتين في تلك الأيام الأولى، بسبب الحروب العالمية، بذل المجتمع الألماني في كوستاريكا جهودًا كبيرة لإنشاء مؤسسة تعليمية خاصة به مرة أخرى، وهي مفتوحة للطلاب من جميع الجنسيات حتى الوقت الحاضر. هناك أيضًا عدد قليل من الطلاب الذين جاء آباؤهم من دول أخرى في أوروبا وكذلك من الولايات المتحدة وكولومبيا وفنزويلا وبلدان أخرى في القارة الأمريكية. هناك برنامج للمنح الدراسية يمكن من خلاله لعدد معين من الطلاب ذوي الأداء الأكاديمي العالي، الذين ليس لديهم خلفية ذات صلة بالألمانية، والذين التحقوا من قبل بمدارس أخرى في كوستاريكا، الالتحاق بالصف الخامس كل عام. يسمى هذا البرنامج «الثانوية الجديدة». بخلاف ذلك، يبدأ الدخول عند مستوى رياض الأطفال  باستثناءات قليلة.
المدرسة بثلاث لغات مع تعليم الألمانية والإسبانية أولاً. منذ اليوم الأول لرياض الأطفال، يتم إعطاء أهمية كبيرة لتعلم اللغة الألمانية، وهي لغة جديدة للغالبية العظمى من الأطفال. من خلال طريقة الغمر، يتم السعي إلى تعلم طبيعي وتلقائي لهذه اللغة. يتحدث المعلمون ويتواصلون مع الأطفال خلال أنشطة اليوم حصريًا باللغة الألمانية. تم تقديم اللغة الإنجليزية لأول مرة في الصف 5. بحلول الوقت الذي يتخرج فيه الطلاب، يتقنون بطلاقة اللغات الثلاث.
إلى جانب كونها مدرسة صارمة أكاديميًا تقدم شهادة أبيتور، وهي شهادة ثانوية ألمانية، لأولئك الذين يريدون مواصلتها (الطلاب الآخرون يأخذون بكالوريا كوستاريكا)، تشتهر هومبولت بوفرة الأنشطة اللاصفية (عشرات من بعد النوادي المدرسية ) وبرنامجها الرياضي المثير للإعجاب والمرافق التي تشمل مسبحًا بالحجم الأوليمبي ومسارًا بالحجم الكامل وملعبًا لكرة القدم ومسرحًا احترافيًا «قاعة همبولت» ، والتي أفتتحت في أغسطس 2018 .

## روابط خارجية
- باللغة الإسبانية كوليجيو هومبولدت
- باللغة الألمانية كوليجيو هومبولدت
- "Conozca el Colegio Humboldt" (بالإسبانية)